# مرسی‌فول فیت
مرسی‌فول فیت (به انگلیسی: Mercyful Fate) یک گروه هوی متال دانمارکی است که در سال ۱۹۸۱ توسط کینگ دایموند و هنک شرمن بنیان گذاشته‌شد. سبک آن‌ها از پراگرسیو راک و هارد راک تاثیر گرفته و متن ترانه‌های‌شان به موضوع‌هایی همچون شیطان و علم ماورا می‌پردازد.
اعضای اولیهٔ مرسی‌فول فیت کینگ دایموند (خواننده)، هنک شرمان (گیتاریست)، تیمی هانسن (باسیست) و کیم راز (درامر) بودند.
مرسی‌فول فیت جزئی از موج نخست بلک متال در سال‌های آغازین تا میانی دههٔ ۱۹۸۰ بود. موسیقی گروه‌های نسل اول بلک متال، منشا الهام گروه‌های نسل بعدی این سبک در دههٔ ۱۹۹۰-به‌خصوص در نروژ-شد. مرسی‌فول فیت از زمان آغاز به فعالیت‌شان در سال ۱۹۸۱ تا به امروز ۷ آلبوم استودیویی، ۲ ای‌پی و ۴ آلبوم برگزیده آثار منتشر کرده‌اند. گروه، یک‌بار در سال ۱۹۸۵ و پس از انتشار دومین آلبوم استودیویی‌شان از هم فرو پاشید اما در سال ۱۹۹۳ دوباره شکل گرفت. ترکیب گروه پس از شکل‌گیری مجدد همانند سابق بود و فقط اسنوی شاو جایگزین کیم راز شده‌بود.

## آلبوم‌ها

### آلبوم‌های استودیوئی
| نام آلبوم               | سال انتشار |
| ۱. Melissa              | ۱۹۸۳       |
| ۲. Don't Break the Oath | ۱۹۸۴       |
| ۳. In the Shadows       | ۱۹۹۳       |
| ۴. Time                 | ۱۹۹۴       |
| ۵. Into the Unknown     | ۱۹۹۶       |
| ۶. Dead Again           | ۱۹۹۸       |
| ۷. 9                    | ۱۹۹۹       |